# キーエンス ジャイロソーサー
ジャイロソーサー（GYRO SAUCER）は、日本のキーエンスが開発・販売したマルチコプター形式のホビー用無線操縦ヘリコプター。

## 概要
1989年（平成元年）7月に、キーエンスホビー事業チーム（現アキュヴァンス）より「ジャイロソーサー E-170」の製品名で発売。市販されたマルチコプターとしては世界初とされ、「現在のドローンの原型」「元祖小型ドローン」などとも表現される。なお、発売当時のキーエンスは、ジャイロソーサーを世界初の「室内用電動RC円盤」と形容していた。
機体径は約22 cm、飛行重量は120 gで、機体中央には姿勢センサーとともにバッテリーであるニッケル・カドミウム電池（ニッカド電池）が収められており、これで4枚のプロペラを駆動させる。姿勢センサーは真鍮製のフライホイールを用いた機械式ジャイロスコープで、回転制御用のレートジャイロと姿勢制御用のフリージャイロの2種類を備え、小型モーターでこれらを回転させ、傾きをホール素子で検知する。離陸時、プロペラはジャイロの回転が安定した後に始動する。
姿勢センサーの性能故に、可能な飛行はゆったりとしたホバリングのみだった。また、ニッカド電池がもたらす飛行時間は約1分30秒と短いものだった。
1990年（平成2年）には、後継機「ジャイロソーサーII E-570」が発売された。飛行時間が延長されるなど性能はE-170よりも向上しているが、2024年（令和6年）現在は生産・修理受付ともに終了している。
2023年（令和5年）現在は、ドローンミュージアム＆パークみのにてE-170の実機が「世界初のドローン」と称して展示されている。

## 諸元（E-570P）
出典：「RC円盤（E-570、E-770）」
- 機体径：250 mm
- ローター径：135 mm
- 機体重量：90 g
- 飛行時間：3分前後
- 電波到達距離：10 m
- 材質：発泡スチロール